# Saint-Nicolas-de-Bliquetuit

Saint-Nicolas-de-Bliquetuit este o comună în departamentul Seine-Maritime, Franța. În 1 ianuarie 2018 avea o populație de 609 de locuitori.